# Adalbert Buchberger

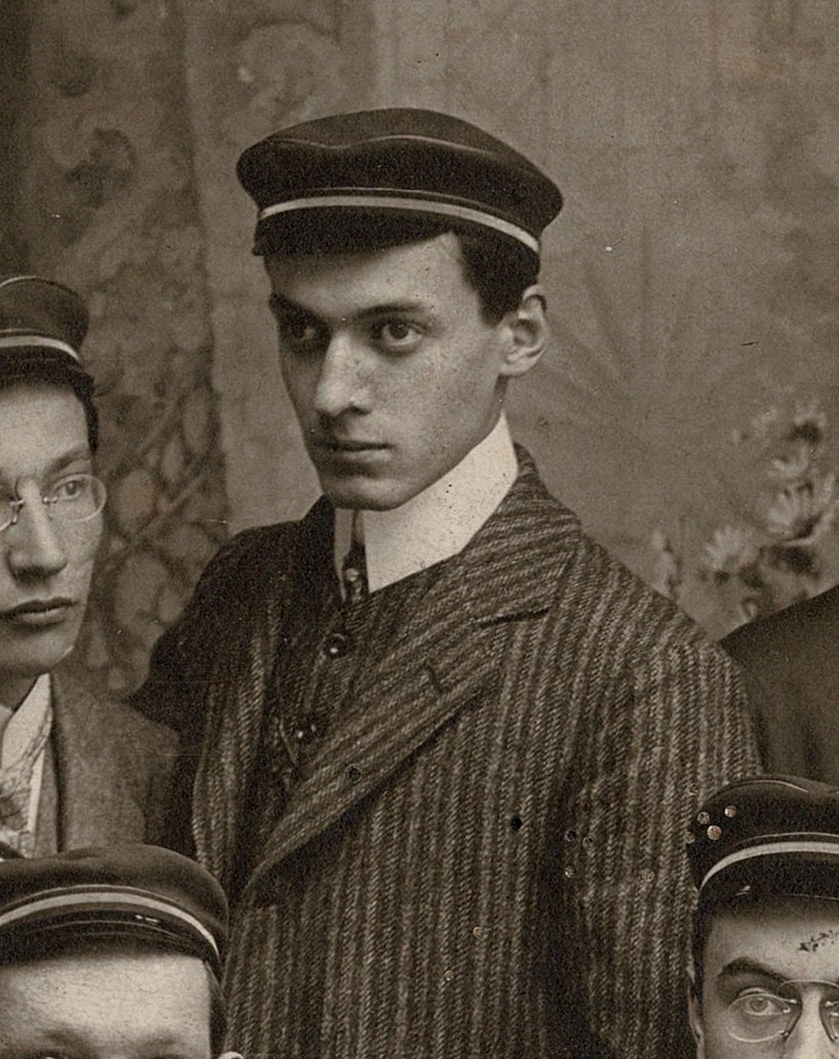
Adalbert Buchberger

Adalbert Buchberger (* 3. September 1888 in Hart bei Straßgang, Steiermark; † 3. Dezember 1962 in Graz) war ein österreichischer Zivilingenieur und Abgeordneter.

## Leben
Buchberger studierte an der Technischen Hochschule Graz Bauingenieurwesen. An der Universität Graz widmete er sich der Rechtswissenschaft, Philosophie und Orientalistik. 1909  im Corps Vandalia Graz recipiert, zeichnete er sich zweimal als Senior aus. Er war im Straßenbau, Hochbau und Eisenbahnbau tätig. Emphatisch begrüßte er den Anschluss Österreichs. Für den Verband der Unabhängigen war er vom 8. November 1949 bis zum 18. März 1953 Abgeordneter zum Nationalrat (Österreich). Die drei anderen Grazer Corps Joannea (1952), Teutonia (1953) und  Danubia (1956) verliehen ihm das Band.

## Postume Gedichte
- Steirisches Grenzland. 1988.
- Gereimte Gedanken. 1988.